# 西口裕治
西口 裕治（にしぐち ゆうじ、1959年5月4日 -  ）は、奈良県出身の元プロ野球選手（捕手）。右投右打。

## 来歴・人物
高田商業高では強肩強打の捕手として知られていたが、春と夏の甲子園大会には進出できなかった。3年夏の大会後、甲子園のグラウンドが踏めるとの動機で阪神タイガースの入団テストを受けたところ合格し、1977年オフにドラフト外として契約金なしの年俸120万円で入団。当時のエース江本孟紀は、西口の印象を「肉まんのような顔で癒し系だが、捕手に必要なしたたかさが足りない感じだった」と回想している。
1年目の1978年は、二軍で29試合に出場し52打数11安打。一軍の手伝いにも駆り出されブルペン捕手を務める。そこでは投球を受ける際に良い音を出すよう求められ、ミットの芯で受けているうちに指は伸び掌は厚くなっていった。2年目の1979年は、一軍に帯同することが多くなり二軍では1試合1打数0安打。しかし、3年目の1980年は出番がなくオフに戦力外通告を受け現役を引退。同時にブルペン捕手として残るよう誘われ、悩んだ末受け入れた。当初は先輩のブルペン捕手加納茂徳が江本らエース格の専属であり、西口は残りの投手を受け持った。
1985年のリーグ優勝時には他の裏方と共に胴上げとビールかけに参加し、ハワイへの優勝旅行後に結婚。2002年からは新設の三軍で新人選手の基礎体力作りや故障した選手のリハビリなどを担当。
ブルペン捕手に転向した1981年から2008年まで着けていた背番号93は歴代の阪神の選手、首脳陣、裏方の中で、最も長く着けられていた番号でもある。
2024年限りで阪神を退団。

## 詳細情報

### 年度別打撃成績
- 一軍公式戦出場なし

### 背番号
- 63（1978年 - 1980年）
- 93（1981年 - 2008年）